# Regula Humm-Rellstab
Regula Humm-Rellstab (* 27. September 1929 in Wädenswil) ist eine Schweizer Bildende Künstlerin.

## Leben und Werk
Regula Rellstab wuchs in Wädenswil auf und besuchte von 1945 bis 1952 die Kunstgewerbeschule Zürich. Ab 1951 arbeitete sie als Kursleiterin für Stoffdrucke und Batik. 1953 heiratete sie den Künstler und Bühnenbildner Ambrosius Humm (1924–2018). Dieser war ein Sohn des Rudolf Jakob Humm.
Regula Humm-Rellstab stellte ihre Werke in Einzel- und Gruppenausstellungen aus. Sie ist Mitglied in der Visarte. Ihr Sohn ist der Schauspieler Imanuel Humm.